# Lijst van voetbalinterlands Sri Lanka - Thailand
Deze lijst van voetbalinterlands is een overzicht van alle officiële voetbalwedstrijden tussen de nationale teams van Sri Lanka en Thailand. De landen hebben tot op heden zeven keer tegen elkaar gespeeld. De eerste ontmoeting, een kwalificatiewedstrijd voor de Azië Cup 1980, werd gespeeld in Bangkok op 13 januari 1979. Het laatste duel, een kwalificatiewedstrijd voor de Azië Cup 2027, vond plaats op 25 maart 2025 in de Thaise hoofdstad.

## Wedstrijden
| № | Plaats   | Datum           | Competitie                 | Wedstrijd            | Uitslag |
| - | -------- | --------------- | -------------------------- | -------------------- | ------- |
| 1 | Bangkok  | 13 januari 1979 | Azië Cup 1980 kwalificatie | Thailand − Sri Lanka | 4 − 0   |
| 2 | Kobe     | 11 april 1993   | WK 1994 kwalificatie       | Thailand − Sri Lanka | 1 − 0   |
| 3 | Dubai    | 3 mei 1993      | WK 1994 kwalificatie       | Sri Lanka − Thailand | 0 − 3   |
| 4 | Beiroet  | 13 mei 2001     | WK 2002 kwalificatie       | Thailand − Sri Lanka | 4 − 2   |
| 5 | Bangkok  | 26 mei 2001     | WK 2002 kwalificatie       | Sri Lanka − Thailand | 0 − 3   |
| 6 | Namangan | 11 juni 2022    | Azië Cup 2023 kwalificatie | Sri Lanka − Thailand | 0 − 2   |
| 7 | Bangkok  | 25 maart 2025   | Azië Cup 2027 kwalificatie | Thailand − Sri Lanka | 1 − 0   |

## Samenvatting
| Competitie            | Totaal gespeeld | Winst Sri Lanka | Gelijk | Winst Thailand | Doelsaldo Sri Lanka – Thailand |
| --------------------- | --------------- | --------------- | ------ | -------------- | ------------------------------ |
| WK-kwalificatie       | 4               | 0               | 0      | 4              | 2 − 11                         |
| Azië Cup-kwalificatie | 3               | 0               | 0      | 3              | 0 − 7                          |
| Totaal                | 7               | 0               | 0      | 7              | 2 − 18                         |

FSL ·
A-internationals ·
Sri Lankaans vrouwenelftal
Afghanistan ·
Bahrein ·
Bangladesh ·
Bhutan ·
Brunei ·
Cambodja ·
China ·
DDR ·
Filipijnen ·
Guam ·
Hongkong ·
India ·
Indonesië ·
Irak ·
Iran ·
Japan ·
Jemen ·
Jordanië ·
Kirgizië ·
Laos ·
Libanon ·
Macau ·
Malediven ·
Maleisië ·
Mongolië ·
Myanmar ·
Nepal ·
Noord-Korea ·
Oezbekistan ·
Oman ·
Pakistan ·
Palestina ·
Papoea-Nieuw-Guinea ·
Qatar ·
Saoedi-Arabië ·
Seychellen ·
Singapore ·
Soedan ·
Syrië ·
Tadzjikistan ·
Taiwan ·
Thailand ·
Turkmenistan ·
Verenigde Arabische Emiraten ·
Vietnam ·
Zuid-Korea
FAT · A-internationals · Bondscoaches · Statistieken · Thais vrouwenelftal · Thailand U21 · Thailand U20 · Thailand U19 · Thailand U18 · Thailand U17
1950 – 1959 · 
1960 – 1969 · 
1970 – 1979 · 
1980 – 1989 · 
1990 – 1999 · 
2000 – 2009 · 
2010 – 2019 ·
2020 − 2029
Asian Cup 1972 ·
Asian Cup 1992 · 
Asian Cup 1996 · 
Asian Cup 2000 · 
Asian Cup 2004 · 
Asian Cup 2007
OS 1956 · 
OS 1968
1956 · 
1957 · 
1958 · 
1959 · 
1960 · 
1961 · 
1962 · 
1963 · 
1964 · 
1965 · 
1966 · 
1967 · 
1968 · 
1969 · 
1970 · 
1971 · 
1972 · 
1973 · 
1974 · 
1975 · 
1976 · 
1977 · 
1978 · 
1979 · 
1980 · 
1981 · 
1982 · 
1983 · 
1984 · 
1985 · 
1986 · 
1987 · 
1988 · 
1989 · 
1990 · 
1991 · 
1992 · 
1993 · 
1994 · 
1995 · 
1996 · 
1997 · 
1998 · 
1999 · 
2000 · 
2001 · 
2002 · 
2003 · 
2004 · 
2005 · 
2006 · 
2007 · 
2008 · 
2009 · 
2010 · 
2011 · 
2012 · 
2013 ·
2014 ·
2015 ·
2016 ·
2017 ·
2018 ·
2019 ·
2020 ·
2021 ·
2022 ·
2023
Afghanistan ·
Australië ·
Bahrein ·
Bangladesh ·
Bhutan ·
Brazilië ·
Brunei ·
Bulgarije ·
Cambodja ·
China ·
Congo-Brazzaville ·
Denemarken ·
Duitsland ·
Egypte ·
Estland ·
Faeröer ·
Filipijnen ·
Finland ·
Gabon ·
Georgië ·
Ghana ·
Hongkong ·
India ·
Indonesië ·
Irak ·
Iran ·
Israël ·
Japan ·
Jemen ·
Jordanië ·
Kameroen · 
Kazachstan ·
Kenia ·
Kirgizië ·
Koeweit ·
Laos ·
Letland ·
Libanon ·
Liberia ·
Libië ·
Liechtenstein ·
Luxemburg ·
Macau ·
Malediven ·
Maleisië ·
Malta ·
Marokko ·
Myanmar ·
Nederland ·
Nepal ·
Nieuw-Zeeland ·
Nigeria ·
Noord-Ierland ·
Noord-Korea ·
Noorwegen ·
Oezbekistan ·
Oman ·
Oost-Timor ·
Pakistan ·
Palestina ·
Papoea-Nieuw-Guinea ·
Polen ·
Qatar ·
Saoedi-Arabië ·
Singapore ·
Slowakije ·
Sri Lanka ·
Suriname ·
Syrië ·
Taiwan ·
Tadzjikistan ·
Trinidad en Tobago ·
Turkmenistan ·
Uruguay ·
Verenigde Arabische Emiraten ·
Verenigde Staten ·
Vietnam ·
Zuid-Afrika ·
Zuid-Korea ·
Zuid-Vietnam ·
Zweden